# أساس التكلفة
يشير مصطلح الأساس (أو أساس التكلفة)، كما هو مستخدم في قانون الضرائب الأمريكي، إلى التكلفة الأصلية للعقارات، مع الأخذ بعين الاعتبار عوامل مثل الإهلاك. فعندما يباع عقار ما، يقوم الخاضع للضريبة بدفع/(ادخار) الضرائب بناءً على الربح/(الخسارة)الرأسمالي والذي يساوي المبلغ المكتسب من البيع مطروحًا منه أساس تكلفة العقار المبيع.
ويستحق الخاضع للضريبة «الإعفاء من تحصيل الضريبة» الخاصة بتكلفة الحصول على أصول رأسمالية، نظرًا لأن هذه التكلفة مماثلة لـ «مصاريف التشغيل» المدفوعة للحصول على عائد. وبالتالي، يتم تأجيل هذا التحصيل إلى السنة التي يمنح فيها حق البيع بسبب التشابه الآخر مع مبدأ المحاسبة على أساس الاستحقاق المتعلق بـ مقابلة النفقات بالإيرادات، وعليه يؤدي التصرف في الممتلكات إلى حرمان الخاضع للضريبة من الحصول على أصول ذات قيمة، مخلفًا بذلك «دينًا» يلزم سداده باستخدام شكل من أشكال التحصيل المعفي من الضريبة. ويتم تعيين حجم هذا «الدين» بحيث يكون مساويًا للتكلفة الأصلية لهذا الأصل، غير أن هذا الإجراء لا يعتبر ضرورة ملحة؛ بل، ينشأ من القرار الإداري الذي يقضي بفرض ضريبة على الدخل على أساس زيادة قيمة الأصل من اللحظة التي يتم بها البيع، بدلًا من رفع القيمة (في هذه الحالة، سيكون الأساس مبلغًا مساويًا محولًا وفي نفس الوقت لن يكون هناك ضريبة مفروضة على البيع - لأن ضرائب القيمة الفعلية يتم فرضها بواسطة عمليات تقدير القيمة الثابتة).
ويحتوي منشور مصلحة الضرائب (IRS) 551 على تعريف لمصطلح الأساس الخاص بمصلحة الضرائب: «الأساس هو المبلغ الخاص باستثماراتك المخصصة لعقار ما لأغراض ضريبية. ويمكنك استخدام أساس الملكية لحساب نسبة الإهلاك والاستهلاك والاستنفاذ والخسائر الناتجة عن الكوارث. كذلك، يمكنك استخدامها لمعرفة الأرباح أو الخسائر الناتجة عن البيع أو غيرها من عمليات تصفية الممتلكات.»

## تحديد الأساس
لأغراض حساب الضريبة الاتحادية على الدخل، يتوقف تحديد الأساس على كيفية الحصول على الأصل الذي نحن بصدده.
الأصول المكتسبة عن عملية الشراء أو بموجب عقد: بالنسبة للأصول التي تم شراؤها أو الحصول عليها بموجب عقد، فإن الأساس فيها يساوي سعر الشراء. انظر IRC (قانون الضرائب) § 1012.
الأصول المكتسبة بواسطة هبة أو وديعة: تنص القاعدة العامة على أن الأصول التي يتم الحصول عليها عن طريق هبة أو وديعة تتلقى أساسًا محولًا (يُطلق عليه كذلك اسم الأساس المرحّل). انظر قانون الضرائب § 1015. ببساطة شديدة، تحتفظ الأصول الموهوبة بالأساس الخاص بالجهة المانحة. وهذا يعني أن قيمة الأصل في وقت التحويل ليس له علاقة بعملية احتساب الأساس الجديد للموهوب له. ولا يتم تطبيق القاعدة العامة، ومع ذلك، إذا تم ذلك عند وقت التحويل، فإن الأساس المعدّل الخاص بالجهة الواهبة للملكية يتجاوز القيمة السوقية السائدة، وبالتالي يتصرف الحاصل على الهبة في الملكية بالخسارة. وفي هذه الحالة، يكون أساس الأصل مساويًا للقيمة السوقية السائدة عند وقت التحويل. انظر تريس. ريج § 1.1015-1(أ)(1).
الأصول المكتسبة من الميراث: يحق للأصول المكتسبة من الميراث التحصل على الأساس المتغير، وهذا يعني أن القيمة السوقية السائدة للأصل يتم حسابها في وقت وفاة المتوفى. انظر قانون الضرائب § 1014. ويعمل هذا الإجراء بمثابة درع واقٍ، في حالة رفع قيمة الأصول عندما كان المتوفى على قيد الحياة، من فرض أي ضرائب على الدخل على الإطلاق.
الأساس المعدل: يمكن أن يزداد أساس الأصول أو يقل بناءً على التغيرات التي قد تطرأ على مدار فترة بقائه. ولهذا السبب، يشترط قانون الضرائب رقم 1001 (أ) أنه عند احتساب المكسب، يستلزم الأمر تحديد المبلغ المكتسب من البيع أو عند تصفية الممتلكات مطروحًا منه الأساس المعدّل. تعمل التحسينات على رأس المال (كإضافة مسطَّح بلا سقف ملحق بمنزلك) على زيادة أساس الأصل، بينما تعمل الخصومات على الإهلاك (الخصومات القانونية التي تقلل من الدخل الضريبي بالنسبة للخاضع للضريبة في سنة معينة) على تقليل أساس الأصل. وهناك طريقة أخرى يمكن من خلالها دراسة الأساس المعدّل وتتمثل في النظر إلى الأصل باعتباره حساب ادخار، حيث تمثل فيه التحسينات على رأس المال الودائع، بينما تمثل الخصومات على الإهلاك المسحوبات.